# Фонтен д'Озијак
Фонтен д'Озијак (фр. Fontaines-d'Ozillac) насеље је и општина у западној Француској у региону Поату-Шарант, у департману Приморски Шарант која припада префектури Жонзак.
По подацима из 2011. године у општини је живело 525 становника, а густина насељености је износила 37,85 становника/km². Општина се простире на површини од 13,87 km². Налази се на средњој надморској висини од 60 метара (максималној 93 m, а минималној 38 m).

## Демографија
| 1962. | 1968. | 1975. | 1982. | 1990. | 1999. | 2011. |
| ----- | ----- | ----- | ----- | ----- | ----- | ----- |
| 437   | 442   | 378   | 329   | 370   | 394   | 525   |

График промене броја становника у току последњих година